# Méta Tumba
Méta Tumba (3 giugno 2006) è un'ostacolista francese.

## Biografia
Dopo essersi dedicata alle prove multiple conquistando il titolo di campionessa francese del pentathlon allieve nel 2022 e nel 2023, indirizza la sua carriera sportiva sulla disciplina dei 400 metri ostacoli. Nel 2022 prende parte ai campionati europei under 18 di Gerusalemme, dove si classifica settima nei 400 metri ostacoli. L'anno successivo è medaglia d'oro nella staffetta 4×400 metri ai campionati europei under 20 di Gerusalemme 2023, facendo registrare il nuovo record nazionale di categoria.
Nel 2024 rappresenta la Francia ai campionati under 20 di Lima, dove conquista il titolo di campionessa mondiale dei 400 metri ostacoli, andando a registrare il record francese di categoria con il tempo di 55"59. Nel 2025 torna a limare tale record, portandolo a 55"56, prestazione sufficiente per conquistare la medaglia d'argento ai campionati europei di Tampere, dove guadagna anche la medaglia d'oro nella staffetta 4×400 metri.

## Record nazionali

### Under 20
- 400 metri ostacoli: 55"56 ( Tampere, 9 agosto 2025)
- Staffetta 4×400 metri: 3'33"31 ( Gerusalemme, 10 agosto 2023) (con Alexe Deau, Maelle Maynier e Benedetta Kouakou)

## Progressione

### 400 metri piani
| Stagione | Tempo    | Luogo    | Data       | Rank. Mond. |
| -------- | -------- | -------- | ---------- | ----------- |
| 2025     | 54"84(i) | Nantes   | 30-1-2025  |             |
| 2024     | 54"20(i) | Aubière  | 6-1-2024   |             |
| 2023     | 54"73(i) | Aubière  | 16-12-2023 |             |
| 2022     | 57"29(i) | Bordeaux | 10-12-2022 |             |

### 400 metri piani pista corta
| Stagione | Tempo    | Luogo    | Data       | Rank. Mond. |
| -------- | -------- | -------- | ---------- | ----------- |
| 2025     | 54"84(i) | Nantes   | 30-1-2025  |             |
| 2024     | 54"20(i) | Aubière  | 6-1-2024   |             |
| 2023     | 54"73(i) | Aubière  | 16-12-2023 |             |
| 2022     | 57"29(i) | Bordeaux | 10-12-2022 |             |

### 800 metri piani
| Stagione | Tempo      | Luogo        | Data      | Rank. Mond. |
| -------- | ---------- | ------------ | --------- | ----------- |
| 2025     | 2'09"93(i) | Bordeaux     | 23-1-2025 |             |
| 2024     | 2'06"67(i) | Aubière      | 4-2-2024  |             |
| 2023     | 2'15"52(i) | Val-de-Reuil | 11-2-2023 |             |
| 2022     | 2'18"55(i) | Niort        | 8-6-2022  |             |

### 800 metri piani pista corta
| Stagione | Tempo      | Luogo        | Data      | Rank. Mond. |
| -------- | ---------- | ------------ | --------- | ----------- |
| 2025     | 2'09"93(i) | Bordeaux     | 23-1-2025 |             |
| 2024     | 2'06"67(i) | Aubière      | 4-2-2024  |             |
| 2023     | 2'15"52(i) | Val-de-Reuil | 11-2-2023 |             |
| 2022     | 2'18"55(i) | Niort        | 8-6-2022  |             |

### 100 metri ostacoli
| Stagione | Tempo            | Luogo         | Data      | Rank. Mond. |
| -------- | ---------------- | ------------- | --------- | ----------- |
| 2025     | 14"23 (-3,2 m/s) | Angers        | 18-5-2025 |             |
| 2024     | 14"13 (-0,3 m/s) | Aix-les-Bains | 12-5-2024 |             |
| 2023     | 14"20 (-0,3 m/s) | Angoulême     | 12-5-2024 |             |

### 400 metri ostacoli
| Stagione | Tempo | Luogo       | Data      | Rank. Mond. |
| -------- | ----- | ----------- | --------- | ----------- |
| 2025     | 55"56 | Tampere     | 9-8-2025  |             |
| 2024     | 55"59 | Lima        | 31-8-2024 |             |
| 2023     | 57"10 | Maribor     | 27-7-2023 |             |
| 2022     | 59"35 | Gerusalemme | 6-7-2022  |             |

## Palmarès
| Anno | Manifestazione               | Sede        | Evento            | Risultato | Prestazione | Note                                   |
| ---- | ---------------------------- | ----------- | ----------------- | --------- | ----------- | -------------------------------------- |
| 2022 | Campionati europei under 18  | Gerusalemme | 400 m ostacoli    | 7ª        | 1'00"87     |                                        |
| 2023 | Campionati europei under 20  | Gerusalemme | Staffetta 4×400 m | Oro       | 3'33"31     | [ 1 ]                                  |
| 2024 | Campionati mondiali under 20 | Lima        | 400 m ostacoli    | Oro       | 55"59       | Miglior prestazione nazionale under 20 |
| 2025 | Campionati europei under 20  | Tampere     | 400 m ostacoli    | Argento   | 55"56       | Miglior prestazione nazionale under 20 |
| 2025 | Campionati europei under 20  | Tampere     | Staffetta 4×400 m | Oro       | 3'33"56     | [ 2 ]                                  |

## Campionati nazionali
- 1 volta campionessa francese under 20 dei 400 metri ostacoli (2024)
- 1 volta campionessa francese under 20 degli 800 metri piani indoor (2024)
- 1 volta campionessa francese under 20 della staffetta 4×200 metri indoor (2024)
- 1 volta campionessa francese under 18 dei 400 metri ostacoli (2023)
- 1 volta campionessa francese under 18 dei 400 metri piani indoor (2023)
- 2 volte campionessa francese under 18 del pentathlon allieve indoor (2022, 2023)

2022
- Oro ai campionati francesi under 18 di prove multiple indoor, pentathlon allieve - 3726 p.
- In semifinale ai campionati francesi under 18 indoor, 60 m ostacoli - dnf

2023
- Oro ai campionati francesi under 18 di prove multiple indoor, pentathlon allieve - 3978 p.
- Oro ai campionati francesi under 18 indoor, 400 m piani pista corta - 54"93
- Oro ai campionati francesi under 18, 400 m ostacoli - 58"68

2024
- Oro ai campionati francesi under 20 indoor, 800 m piani pista corta - 2'07"58
- Oro ai campionati francesi under 20 indoor, staffetta 4×200 m pista corta - 1'40"96
- 4ª ai campionati francesi assoluti, 400 m ostacoli - 56"27
- Oro ai campionati francesi under 20, 400 m ostacoli - 57"03

2025
- Oro ai campionati francesi under 20, 400 m ostacoli - 57"07